# Révolution de Février
Pour les articles homonymes, voir Révolution de février (homonymie) et Révolution russe (homonymie).
Ne doit pas être confondu avec Révolution française de 1848.
Sauf précision contraire, les dates de cet article sont sous-entendues dans le calendrier grégorien.
Révolution russe
La révolution de Février marque le début de la révolution russe de 1917. Elle provoque en quelques jours l'abdication de l'empereur Nicolas II, la fin de l'Empire russe et de la dynastie des Romanov.
Un gouvernement provisoire dirigé d'abord par le prince Gueorgui Lvov remplace le régime tsariste, puis Alexandre Kerenski remplace le prince Lvov après les Journées de juillet 1917.
La révolution de Février, qui s'est déroulée du 23 février 1917 (8 mars dans le calendrier grégorien) au 3 mars 1917 (16 mars dans le calendrier grégorien), a éclaté dans l'improvisation. Les tensions qui s'étaient accumulées éclatèrent en une insurrection dont l'épicentre fut Pétrograd. La même année, la révolution d'Octobre permet l'arrivée au pouvoir des bolcheviks et aboutit par la suite à la création de l'Union des républiques socialistes soviétiques.

## Causes
La Première Guerre mondiale met l'économie de l'Empire russe en crise.
Sur le plan militaire, malgré les succès rapides des troupes russes en août 1914, la situation tourne rapidement en défaveur de la Russie, qui n'est pas capable, avec son industrie insuffisante, ses transports lacunaires et un commandement incompétent, de soutenir un effort de guerre moderne. En mai 1915, les armées russes reculent puis, au cours de l'hiver 1915-1916, le front se stabilise. À l'arrière, la situation se dégrade : les grèves se multiplient dans les usines (plus d'un million de grévistes en 1916), et les accrochages avec la police se font plus fréquents. Les lois de mobilisation provoquent en 1916 une révolte importante au Kazakhstan. La faiblesse du gouvernement et l'impopularité de Nicolas II participent également à l'ampleur des révoltes de février 1917.
Sur le plan politique, la révolution russe de 1905, malgré les progrès qu'elle a entraînés (création de la douma d'État de l'Empire russe, promesse de constitution, apparition de partis politiques, etc.) n'a pas permis de résoudre les contradictions de l'autocratie russe. La perte de crédibilité du pouvoir tsariste est complète, le terrorisme reste endémique et l'opposition socialiste résolue. Pourtant un an avant l'éclatement du premier conflit mondial, la dynastie Romanov a célébré son tricentenaire dans le faste.
Le début de 1917 est un terreau fertile à la révolte : l'hiver est particulièrement froid et provoque une austérité alimentaire sérieuse (certains produits font défaut), mais pas la pénurie. Cependant, le problème d'approvisionnement s'aggrave en raison du froid (locomotives en panne, transports retardés). La lassitude face à la guerre augmente. « L'année 1917 débuta par la grève du 9 janvier. Au cours de cette grève, des manifestations se déroulèrent à Petrograd, Moscou, Bakou, Nijni Novgorod ». L'idée de grève générale se fait jour. Un rapport de l'Okhrana sur la situation à Petrograd au début de l'année conclut ainsi : la société « aspire à trouver une issue à une situation politique anormale qui devient, de jour en jour, de plus en plus anormale et tendue ».

## Les débuts de la révolution

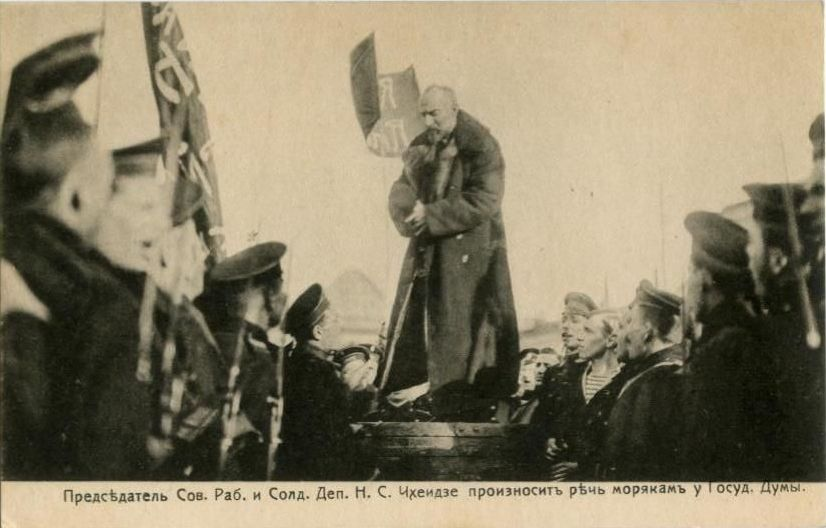
Carte postale avec une vue des événements de la Révolution de Février à Petrograd, Empire Russe.

Tout commence le 18 février 1917 (3 mars dans le calendrier grégorien), lors de la grève des ouvriers de l'usine Poutilov, la plus grande entreprise de Petrograd. Les premiers incidents importants éclatent le 20 février 1917 (5 mars dans le calendrier grégorien), avec la rumeur de l'instauration d'un rationnement du pain, ce qui déclenche la panique. Le lendemain, l'usine d'armement Poutilov, en rupture d'approvisionnement, est contrainte de fermer. Des milliers d'ouvriers sont au chômage technique et se retrouvent dans les rues. Dans le même temps, Nicolas II, absolument inconscient du danger et rassuré par un entourage totalement incompétent, quitte Petrograd pour Moguilev.
Les exigences économiques (« Du pain, du travail ! ») sont le déclencheur d'un mouvement revendicatif qui, au départ, n'a rien de révolutionnaire.
Le 23 février 1917 (8 mars dans le calendrier grégorien), jour qui deviendra celui de la Journée internationale des droits des femmes, plusieurs cortèges de femmes (étudiantes, employées, ouvrières du textile des faubourgs de Vyborg) manifestent dans le centre-ville de Petrograd « […] pour réclamer du pain, le retour de leurs maris partis au front et le droit de vote ». Leur action est soutenue par des ouvriers qui quittent le travail pour rejoindre les manifestantes. Les rangs des manifestants grossissent, les slogans prennent une tonalité plus politique. Aux cris contre la guerre, les grévistes ont mêlé des « Vive la République ! » et des ovations pour un régiment de cosaques refusant d'intervenir. Le lendemain, le mouvement de protestation s'étend : près de cent cinquante mille ouvriers grévistes convergent vers le centre-ville. N'ayant reçu aucune consigne précise, les cosaques sont débordés et ne parviennent plus à disperser la foule des manifestants. La répression fait une centaine de morts.
Des rencontres s'improvisent et, le 25 février 1917 (10 mars dans le calendrier grégorien), la grève est générale. Les manifestations vont en s'amplifiant. Les slogans sont de plus en plus radicaux : « À bas la guerre ! », « À bas l’autocratie ! ». Les confrontations avec les forces de l'ordre provoquent des morts et des blessés des deux côtés. Face à ce mouvement populaire et spontané, les rares dirigeants révolutionnaires présents à Petrograd restent prudents, estimant, comme le bolchevik Alexandre Chliapnikov (membre du comité central du parti), qu'il s'agit là plus d'une émeute de la faim que d'une révolution en marche. Dans la soirée du 25 février 1917 (10 mars dans le calendrier grégorien), Nicolas II ordonne de « faire cesser par la force, avant demain, les désordres à Petrograd ». Le refus de toute négociation, de tout compromis va faire basculer le mouvement en une révolution.
L'empereur mobilise les troupes de la garnison de la ville pour mater la rébellion. Le 26 février (11 mars), vers midi, la police et la troupe ouvrent le feu sur une colonne de manifestants. Plus de cent cinquante personnes sont tuées, la foule reflue vers les faubourgs. Mais les soldats commencent à passer dans le camp des manifestants : la 4e compagnie du régiment Pavlovski ouvre le feu sur la police montée. Désemparé, n'ayant plus les moyens de gouverner, l'empereur proclame l'état de siège, ordonne le renvoi de la Douma et nomme un comité provisoire. L'insurrection aurait pu s'arrêter là mais, dans la nuit du 26 au 27 février (11-12 mars), un événement fait basculer la situation : la mutinerie de deux régiments d'élite, traumatisés d'avoir tiré sur leurs « frères ouvriers ». La mutinerie se répand en l'espace de quelques heures. Au matin du 27 février 1917 (12 mars dans le calendrier grégorien) soldats et ouvriers fraternisent, s'emparent de l'arsenal, distribuent des fusils à la foule et occupent les points stratégiques de la capitale. Au cours de la journée, la garnison de Petrograd (environ 150 000 hommes) est passée du côté des insurgés.
Selon des témoins oculaires, à Saint-Pétersbourg, la capitale de l'époque, le peuple a accueilli la révolution avec une grande joie, les prisonniers politiques ont commencé à être libérés en masse, les rues ont été jonchées de fleurs, en l'honneur desquelles Konstantin Belmont et Alexander Grechannikov ont créé l'Hymne de la Russie libre.

## La formation d'un double pouvoir

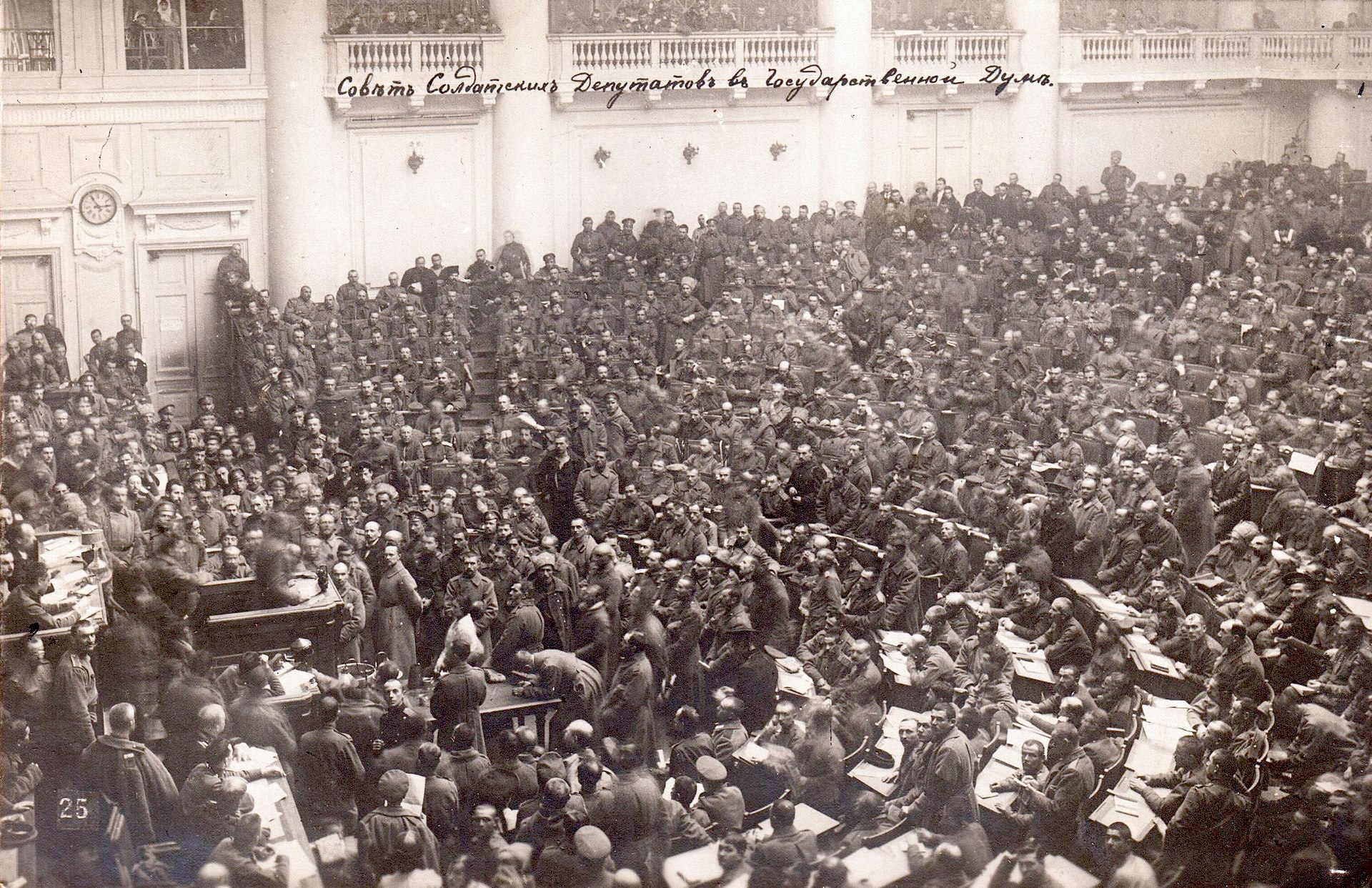
Assemblée du soviet de Petrograd.

Les militants révolutionnaires tentent alors d'organiser et de canaliser le mouvement. Comme au cours de la révolution de 1905, la création d'un soviet pour fédérer ouvriers et soldats s'impose. Dans l'après-midi du 27 février, une cinquantaine de militants de tendances révolutionnaires différentes — bolcheviks, mencheviks, socialistes-révolutionnaires — organisent un Comité exécutif provisoire des députés ouvriers. Ce comité décide de la création d'un journal, les Izvestia, et appelle les ouvriers et les soldats de la garnison à élire leurs représentants. C'est l'acte de naissance du soviet de Petrograd, assemblée de six cents personnes environ. Le Soviet est dirigé par un comité exécutif composé de onze révolutionnaires qui se sont cooptés et présidé par le menchevik géorgien Nicolas Tcheidze (Nicolas Tchkhéidzé).
À Moscou, les nouvelles de Petrograd déclenchent la grève générale et provoquent l'élection d'un Comité révolutionnaire provisoire.
Parallèlement à la constitution de ce soviet, se met en place un autre organe de pouvoir. Un groupe de députés de la Douma forme, le même jour, un Comité provisoire pour « le rétablissement de l'ordre gouvernemental et public ». Pour ce comité, la priorité est au retour à l'ordre, et d'abord, au retour des soldats mutinés dans leurs baraquements. Entre ce comité et le soviet de Petrograd, de longues négociations aboutissent, le 2 mars 1917, à un compromis. Le soviet reconnaît, en attendant la convocation d'une Assemblée constituante, la légitimité d'un gouvernement provisoire à tendance libérale, composé majoritairement de représentants du Parti constitutionnel démocratique (et ne comptant aucun socialiste dans ses rangs). Cependant, le gouvernement provisoire de Russie est sommé d'appliquer un vaste programme de réformes démocratiques, fondé sur l'octroi des libertés fondamentales, le suffrage universel, l'abolition de toute forme de discrimination, la suppression de la police, la reconnaissance des droits du soldat-citoyen et une amnistie immédiate de tous les prisonniers politiques.

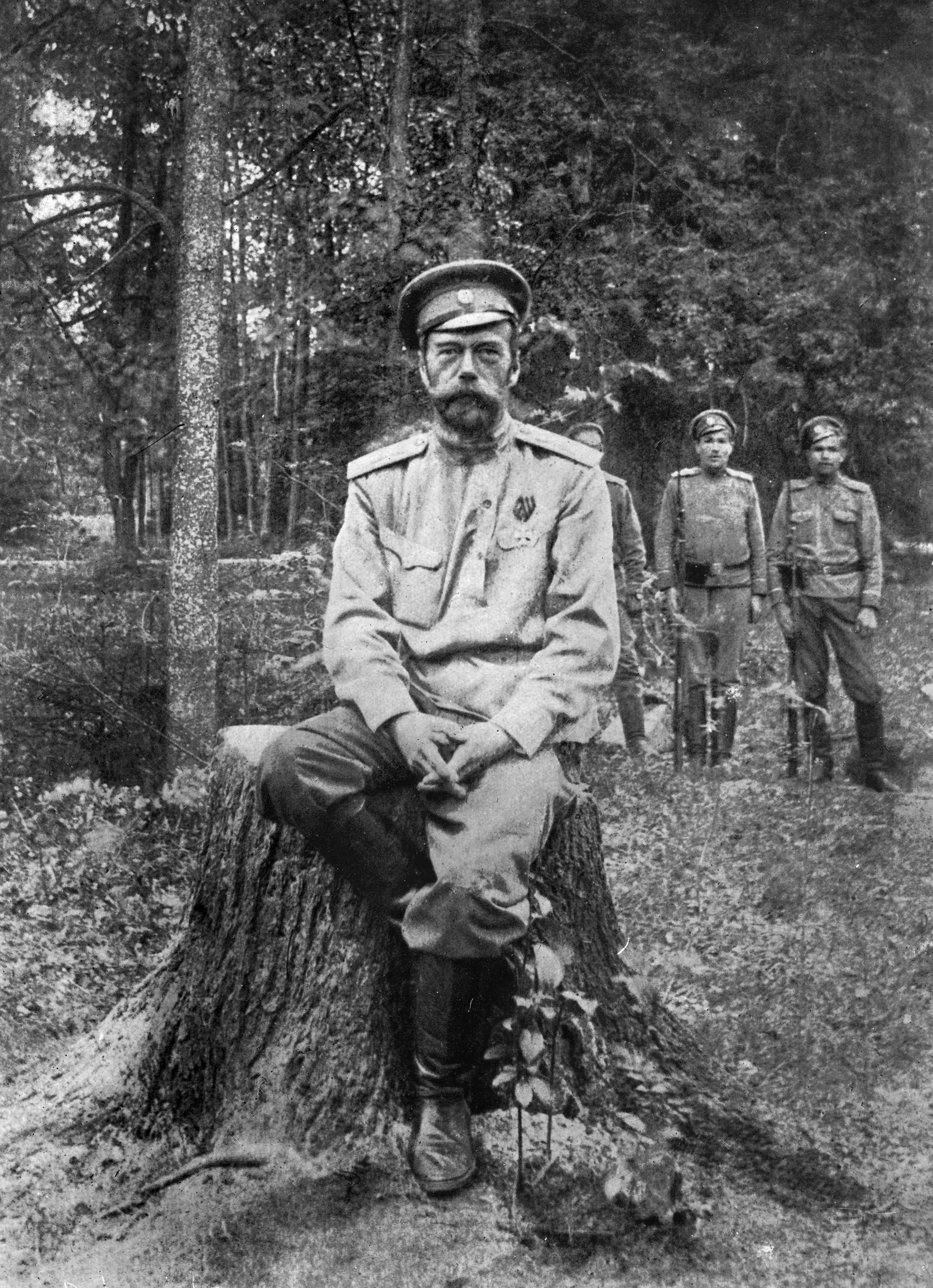
Nicolas II, en mars 1917, peu après la révolution qui a entraîné son abdication.

Le compromis du 2 mars 1917 (15 mars dans le calendrier grégorien) marque la naissance d'un double pouvoir, où s'opposent deux conceptions différentes de l'avenir de la société russe. D'un côté, le gouvernement provisoire est soucieux de faire de la Russie une grande puissance libérale et capitaliste et d'orienter la vie politique russe sur la voie du parlementarisme. De l'autre, les soviets tentent d'instaurer une autre façon de faire de la politique, en représentant de manière directe les « masses ».
Jusqu'à ce compromis, l'incertitude régnait sur l'attitude qu'allaient adopter Nicolas II et les chefs militaires. Finalement, à la surprise générale, l'État-major fait pression sur l'empereur pour que celui-ci abdique « afin de sauver l'indépendance du pays et assurer la sauvegarde de la dynastie ». Le général Mikhaïl Alekseïev, soutenu par les commandants des cinq fronts, le convainc en soutenant que l'abdication est le seul moyen de poursuivre la guerre contre l'Allemagne. Le 2 mars 1917 (15 mars dans le calendrier grégorien), Nicolas II renonce au trône en faveur de son frère, le grand-duc Mikhaïl Alexandrovitch Romanov.
Devant la protestation populaire, celui-ci renonce à la couronne le lendemain. En cinq jours, selon l'historien Martin Malia, « sans avoir pu offrir la moindre résistance, l'Ancien Régime russe s'écroule comme un château de cartes ». La révolution est également surnommée Les Cinq Glorieuses en référence aux Trois Glorieuses françaises,.
C'est de fait la fin du tsarisme, et les premières élections au soviet des ouvriers de Petrograd. Le premier épisode de la révolution a fait des centaines de victimes, en majorité parmi les manifestants. Mais la chute rapide et inattendue du régime, à un coût plutôt limité, suscite dans le pays une vague d'enthousiasme et de libéralisation, qui témoigne de la désaffection du peuple vis-à-vis du tsarisme.